# 幼年連祷
『幼年連祷』（ようねんれんとう）は、吉原幸子の第一詩集、及びその中の収録詩5編に作曲した新実徳英の混声合唱組曲。

## 詩集
1964年5月に吉原幸子が歴程社から刊行した処女詩集。並製フランス装、貼函入158ページ。イラスト＝矢野真、レタリング＝金森馨。
1956年〜1962年までの詩編68編が収められている。童謡的な語り口で吉原自身の幼年時代を想像させる。自身の解説によれば、「こどものわたし」の本であり、「をんなのわたし」を書いた第二詩集「夏の墓」と対をなす。
1964年の第4回室生犀星賞を受賞。1976年7月に思潮社から新装版が刊行された。

## 合唱組曲
新実徳英が吉原の詩に関心を持つきっかけとなったのが、吉原が作詩した1976年度NHK全国学校音楽コンクール高等学校の部課題曲「旅に出よう」（作曲:大中恩）である。1977年秋、新実は詩集『幼年連祷』の中の「花」を混声合唱曲として作曲、同年の笹川賞創作曲コンクール合唱部門1位を受賞。当時の新実は、「普通の詩、抒情的な詩に抒情的な音楽をつけるなんてことはできない」と考えていたが、「花」の入選で「やればできるのかな」と考えを改め、これを5曲からなる組曲にすることを構想する。1980年7月25日、新宿文化センターホールにおいて松原混声合唱団、指揮＝関屋晋、ピアノ＝田中瑤子により組曲全曲が初演された。以降、全国の合唱団のレパートリーに加えられる作品となる。
『幼年連祷』は「混声合唱ということを非常に強く意識して書いた作品」であり、「他の形態に直らない」「（同声合唱への編曲を）何度か頼まれているのですが、ずっとお断りし続けているんです」と新実自身が語っている。後に福永陽一郎によって男声合唱への編曲がなされたが、出版はされていない。
『幼年連祷』に影響を受けた作曲家の一人に、東京藝術大学で新実の後輩であった西村朗がいる。「歌曲とか合唱曲とか、オペラ的なものへの関心は、はっきり言ってほとんどなかった」という西村が書いた「まぼろしの薔薇」（作詩:大手拓次、1984年）は西村の作品の中では明らかに異色であり、「（ヘテロフォニーで名を馳せた西村が）和声的な様式で書いた初めての曲」「『幼年連祷』の影響がかなりある」と述べるに至っている。
新実と吉原のコンビによる合唱曲には、ほかに「愛」「HELP!」「日没」「翔ぶ」に曲をつけた女声合唱とピアノのために「失われた時への挽歌」（1984年）、女声合唱、三絃、コントラバスのために「をとこ・をんな」（1988年）がある。

### 組曲構成
全5曲からなる。各曲の題名は元詩による。
1. 花（ニ短調）
2. 不眠（無調）
3. 憧れ（ト長調）
4. 熱（ホ長調）
5. 喪失（ニ短調）

## 注
1. 1 2 3  『ハーモニー』109号、p.16
2. 1 2 3  『ハーモニー』109号、p.17
3. ↑  早稲田大学グリークラブ過去の演奏会。1982年に男声版が演奏された記録がある。
4. ↑  『ハーモニー』117号、p.19
5. 1 2  『ハーモニー』117号、p.20